# Хырмандалы (Масаллинский район)
Хырмандалы (азерб. Xırmandalı) — село в Масаллинском районе Азербайджана.

## Топонимика
Является названием одного из семейств племени Баят.

## История
В XI—XII веках представители племени Хырмандалы создали государство в Казвине.
В книге посла Сефевидов Орудж-бея Баята «Relaciones de Don Juan de Persia» упоминается и описывается это племя: «Хырмандалы мы называем маркизами».

В одном из источников говорится о шахсевенском происхождении хырмандалинцев: 
«Шайсевен Таваби Магомед-хан… с народом своим шайсевеном поселился из Ердевиля с позволения Фатали-хана в Шабране и Мускюре, составляя следующие деревни: Баиндурли, Чаемагли, Хисун, Чагатай, Хайдчили, Кормандали, Гебели, Устадчали, Кеуладаели и другие, с их кроме положенной своему господину и Кубинскому хану собирается подать».
В XVI веке часть этого племени поселилась на территории Ардебиля. Хырмандалы, сыгравшие важную роль в политической жизни государства Сефевидов, за заслуги в приходе к власти шаха Исмаила I и шаха Аббаса I и укреплении государства получили звание «Шахсевенов». На основании письма вождей племени Губинскому хану Фатали-Хану (1758—1789) им было разрешено переселиться из Мугани на территорию Шабран-Мушкура. После этого представители племени основали село Хырмандалы на Муганской равнине, на территории нынешнего Билясуварского района. Часть Хырмандалинцев поселилась в 60-70-х годах XVIII века на побережье Каспийского моря — на землях, благоприятных для рыбной и птичьей охоты, а также для выращивания сельскохозяйственных культур, содержания животных — нынешнее село Хырмандалы на территории Масаллинского района.

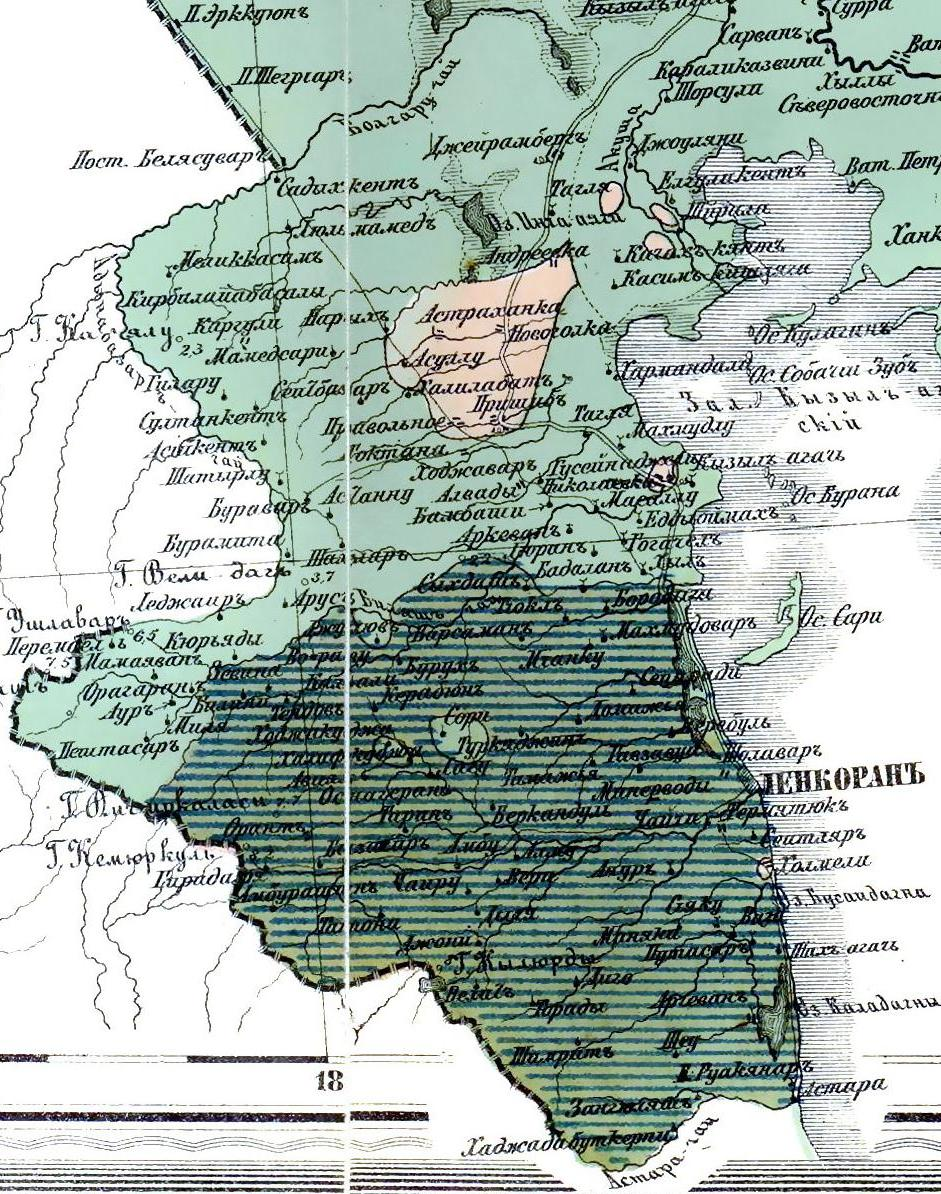
Этнографическая карта, где изображено село Хырмандалы (Хармандали)

## Инфраструктура
До начала XX века в селе Хырмандалы не было школы, однако грамотные люди здесь всё же были. Зажиточные семьи отправляли своих сыновей к религиозным деятелям для получения индивидуального образования. Первая начальная школа открылась в 1920 году в доме местного жителя Ядуллы Ширин оглы, где был организован класс из 10 учеников. Первым учителем стал Балдадаш Дадашов из села Пенсар Астаринского района.  
В 1923 году в Хырмандалы была основана новая школа, разместившаяся в доме местного благотворителя Абузара Мешеди Аббас оглы (1879–1929). В 1930 году школа стала семилетней, а в 1950 году получила статус средней. В 1975 году в селе было построено новое типовое здание средней школы.

### Социальная и культурная инфраструктура
В селе функционируют: 
Территориальное представительство Хырмандалы, муниципалитет Хырмандалы, 1 мечеть, 2 средние школы, медицинский пункт, почта и АТС, Дом культуры, библиотека и музей.

## Известные уроженцы
- Фарзалиев Абы Шахверди оглы – участник Великой Отечественной войны, бывший председатель колхоза и руководитель организации «Сельпо»;
- Гаджи Мир-Магомед Гусейнов – Герой Социалистического Труда, заслуженный строитель, руководивший возведением многих зданий в Баку;
- Аскер Захидов – кандидат педагогических наук;
- Нуреддин Адилоглу (Муганлы) – писатель и журналист;
- Физули Баят (Гёзялов) – доктор филологических наук;
- Ракиф Гасымов – кандидат химических наук;
- Мурвет Аббасов – доктор философии по истории;
- Агаширин Гулиев – кандидат химических наук;
- Ариф Фарзали – поэт.

## Война
- Участники Великой Отечественной войны 1941—1945 гг.: 152 человека. Погибло и пропало без вести: 73 человека.
- Шахидами Первой Карабахской войны стали: Аббасов Фидаил Аббас оглу, Гасымов Рустам Ганимат оглу, Гамбаров Саиг Шахали оглу, Алескеров Заур Аскер оглу, Мамедов Хыдыр Мамедгулу оглу и Сафаров Абас Арастун оглу.
- Во Второй Карабахской войне участвовало 86 добровольцев.
- Погиб во Второй Карабахской войне: Аббасов Руслан Хикмет оглу
- Шахид антитеррористической операции: старший лейтенант Юсифли Шамистан Шукран оглу[6]

## Население
В 1873 году Н. K. По сведениям, опубликованным в «сборнике сведений о Кавказе» под редакцией Зейдлица в 1879 году, в селе Хырмандалы было 69 дворов и 428 жителей; «татары» — шииты (прим. азербайджанцы — шииты). В селе есть мечеть.
По данным 1915 года, Хырмандалы — село «татарское» (прим. азербайджанское) Ленкоранского уезда Бакинской губернии с 717 жителями.
На 1 января 1933 года в Хырмандалинском сельсовете Масаллинского района Азербайджанской ССР проживало 728 человек (186 дворов), из них 381 мужчина и 347 женщин. Все население Хырмандалы состояло из тюрок (азербайджанцев) — 100 %.
Население — 5700 человек (2009 год).